# Poeten og Lillemor
Pour plus de détails, voir Fiche technique et Distribution.
Poeten og Lillemor est une comédie danoise écrite et réalisée par Erik Balling et sortie en 1959. 
Le film est sorti au 9e Festival international du film de Berlin.

## Fiche technique
- Titre original : Poeten og Lillemor
- Titre international : anglais : The Poet and the Little Mother
- Réalisation : Erik Balling
- Scénario : Erik Balling
- Photographie : Poul Pedersen, Jørgen Skov
- Montage : Carsten Dahl
- Musique : Bent Fabricius-Bjerre
- Pays d'origine : Danemark
- Langue originale : danois
- Format : noir et blanc
- Genre : comédie
- Durée : 95 minutes
- Dates de sortie :  
  - Danemark : 6 mars 1959
  - Allemagne de l'Ouest : juin 1959 (Berlin International Film Festival)

## Distribution
- Henning Moritzen : le poète
- Helle Virkner : Lillemor
- Ove Sprogøe : Anton
- Lis Løwert : Vera
- Olaf Ussing : le créancier
- Dirch Passer : le boulanger
- Karl Stegger : le boucher
- Valsø Holm : l'épicier
- Helga Frier : la femme de l'épicier
- Kjeld Petersen : Henry Hamber
- Judy Gringer : Lise
- Paul Hagen : le facteur
- Axel Strøbye : l'arpenteur
- Ole Mogens : le chanteur
- Henri Lohmann :
- Bjørn Spiro :
- Jytte Abildstrøm :
- Soffy Damaris :
- Jens Due : invité aux noces d'argent (non crédité)
- Holger Vistisen : invité au restaurant (non crédité)